# Дзатти, Артемиде
Святой Арте́миде (Арте́мий) Дза́тти (итал. Artemide Zatti, 12 октября 1880, Боретто, Эмилия-Романья — 15 марта 1951, Вьедма) — итальянский католический монах-салезианец и известный фармацевт, иммигрировавший в Аргентину в 1897 году. Известен непоколебимой верой и преданностью своему делу.
Его племянник — Хуан Эдмундо Векки, 9-й генеральный настоятель салезианцев Дона Боско.
Канонизирован в 2022 году папой Франциском.

## Биография
Родился в Реджо-Эмилии 12 октября 1880 года в семье Луиджи Дзатти и Альбины Векки. У него было три брата и четыре сестры. Дзатти был крещен в 1880 году. Бросил школу в 1889 году и начал работать на богатого соседа. Родители Дзатти были бедны и решили перебраться в Аргентину, где жизнь была дешевле. В феврале 1897 года семья прибыла в порт Буэнос-Айреса и осела в Баия-Бланке. Примерно в это же время Дзатти встретил священника Карлоса Кавалли, который предложил юноше вступить в орден салезианцев. В апреле 1900 года поступил в новициат ордена, а в феврале 1911 года принёс вечные обеты.
В 1901 году заболел туберкулёзом, когда ухаживал за священником Эрнесто Джулиани; в 1902 году лечил блаженного Зеферина Намункуру. Из-за болезни Дзатти пришлось переехать в Вьедму, где он выздоровел после молитвы Пресвятой Деве Марии. В марте 1903 года он стал фармацевтом в больнице Сан-Хосе.
Он часто посещал мессы и выучил испанский язык. Дзатти утром медитировал, ездил к больным на дом на велосипеде, развлекал их игрой в бочче, днём делал обход в больнице, а вечером после работы читал духовные тексты. Он также  выучился на медбрата. Один врач сказал: «Я верю в Бога, поскольку знаю господина Дзатти». Получил аргентинское гражданство в 1914 году в Ла-Плате, с 1915 года издавал еженедельную христианскую брошюру. Построил больницу в 1913 году, и был раздосадован, когда её снесли в 1941 году.
В июле 1950 года Дзатти упал с лестницы; он поправился, но в больнице у него нашли рак печени. Оставался в больнице в Вьедме с января 1951 года до самой своей смерти 15 марта 1951 года.

## Прославление
Процесс беатификации начался после того, как 1 июня 1979 года Дикастерия по канонизации святых заключила, что этому ничто не препятствует (Nihil obstat), и Дзатти был провозглашён Слугой Божьим. 7 июля 1997 папа Иоанн Павел II постановил, что он прожил образцовую жизнь христианина и пожаловал ему титул досточтимого. Причислен к лику блаженных 14 апреля 2002 года на площади Святого Петра в Риме. 9 апреля 2022 года папа Франциск уполномочил Дикастерию издать указ о втором чуде, произошедшем по заступничеству Дзатти. Канонизирован папой Франциском на мессе на площади Святого Петра в Риме 9 октября 2022 года вместе с Джованни Баттистой Скалабрини.
День памяти — 15 марта; отдельно в ордене салезианецев — 13 ноября.